# Villa atra
Villa atra är en tvåvingeart som beskrevs av Joseph Hannum Painter 1926. Villa atra ingår i släktet Villa och familjen svävflugor. Inga underarter finns listade i Catalogue of Life.